# Adonis (Software)
Das Geschäftsprozessmanagement-Werkzeug ADONIS ist eine auf dem an der Universität Wien entwickelten BPMS-Paradigma beruhende Software, welche insbesondere die Funktionalitäten und die Modellierungsmethode zur Verfügung stellt, um Geschäftsprozesse erheben, modellieren, analysieren, simulieren, bewerten und dokumentieren zu können. Entwickelt und vertrieben wird es von der von Dimitris Karagiannis gegründeten BOC Group mit Hauptsitz in Wien.

## Entwicklung
ADONIS wurde 1995 von der BPMS-Gruppe (Business Process Management Systems) des Instituts für Informatik und Wirtschaftsinformatik der Universität Wien entwickelt. Aus dieser Gruppe ging die Firma BOC Information Technologies Consulting AG als Spin Off hervor; ADONIS war das erste Produkt. Seit der ersten Version wurde ADONIS kontinuierlich weiterentwickelt. Die aktuelle Version ist ADONIS 13.0, veröffentlicht im Dezember 2021.
Neben der kommerziellen Version von ADONIS gibt es seit Januar 2008 auch die ADONIS Community Edition, seit April 2011 die ADONIS Community Edition 2.0 und aktuell die ADONIS:Community Edition 3.0 als Freeware.
Ebenfalls seit 2008 gibt es das ADONIS Prozessportal, welches einen rollenspezifischen Online-Zugriff auf die ADONIS Datenbank ermöglicht und beispielsweise Szenarien wie Online Publishing und Editing, Freigabe von Prozessen sowie Kennzahlen-Management unterstützt.

## Funktionen
ADONIS wird insbesondere für die Geschäftsprozessoptimierung genutzt. Das Produkt ist aber auch für andere Einsatzgebiete geeignet. Beispiele sind: Qualitätsmanagement, Organisationsmanagement, Controlling (z. B. Prozesskostenanalyse), Personalmanagement, Risikomanagement und prozessbasierte Anwendungsentwicklung. Diese Flexibilität wird durch die vorgesehenen Anpassungsmöglichkeiten (Metamodellierung, Add-on-Entwicklung) erreicht.
Geschäftsprozessmanagement-Werkzeuge der ersten Generation stellen in der Regel eine oder mehrere feste Modellierungsmethoden zur Verfügung, die nur eingeschränkt verändert werden können. Das methodenunabhängige Werkzeug ADONIS kann ohne Programmieraufwand sowohl in Bezug auf die Modellierungstechnik(en) als auch in Bezug auf die modellauswertenden Funktionalitäten konfiguriert werden. Diese Flexibilität ermöglicht Methoden für unterschiedliche Einsatzszenarien.
ADONIS enthält die Komponenten Erhebung (HOMER, eine auf Excel basierende Erhebungskomponente), Modellierung, Analyse, Import/Export, Simulation, Evaluation und Dokumentation.
- Die Modellierungskomponente ermöglicht den Entwurf und Veränderung von Modellen mit Hilfe eines grafischen Editors (Modelleditor). Zusätzlich besteht auch die Möglichkeit einer tabellarischen Modellierung.
- Neben der grafischen Erstellung von Modellen steht für die Erhebung von prozessrelevanten Informationen zusätzlich die Erhebungskomponente HOMER zur Verfügung, die zur Unterstützung der Datenerhebung dient.
- Die Analysekomponente bietet statische Abfragen auf alle Modellinhalte. Es können maßgeschneiderte Abfragen definiert sowie Beziehungstabellen und Reports erstellt werden.
- Mit der Simulationskomponente können Änderungen an den Geschäftsprozessen und der Organisationsstruktur vorgenommen und deren Auswirkungen untersucht werden. Hierzu werden vier Simulationsalgorithmen angeboten.
- Die Evaluationskomponente bietet Mechanismen sowohl für die Evaluation von SOLL-Modellen als auch von realen Prozessen.
- Mit Hilfe des Dokumentations-Toolkits können aus ADONIS-Modellen Organisationshandbücher oder Prozessdokumentationen als RTF- (für Word) oder HTML-Dateien generiert werden. Dadurch ist es möglich, die Modellinhalte inklusive grafischer Darstellung über das Intranet zu verteilen.
- Bestehende Modelle und Modellgruppen können exportiert und importiert werden. Hierbei finden die Dateiformate XML und ADL (Adonis Definition Language) Verwendung.

## Verbreitung
Die Verbreitung von ADONIS beläuft sich weltweit auf ca. 23.000 Benutzerlizenzen, davon in Deutschland ca. 15.000 Lizenzen. Eingesetzt wird ADONIS weltweit von ca. 1.600 Kunden, in Deutschland von ca. 850 Kunden, beispielsweise von der Gothaer Versicherung, der Hamburger Sparkasse, der Deutschen Bank, dem Finanzministerium Brandenburg und DHL Express.